# Sejny
Sejny là một thị trấn thuộc huyện Sejneński, tỉnh Podlaskie ở đông-bắc Ba Lan. Thị trấn có diện tích 4 km². Đến ngày 1 tháng 1 năm 2011, dân số của thị trấn là 5707 người và mật độ 1271 người/km².